# Ваља Бужорулуј (Ђурђу)
Ваља Бужорулуј (рум. Valea Bujorului) насеље је у Румунији у округу Ђурђу у општини Извоареле. Oпштина се налази на надморској висини од 81 m.

## Становништво
Према подацима из 2002. године у насељу је живело 640 становника, од којих су сви румунске националности.